# Luke Skywalker

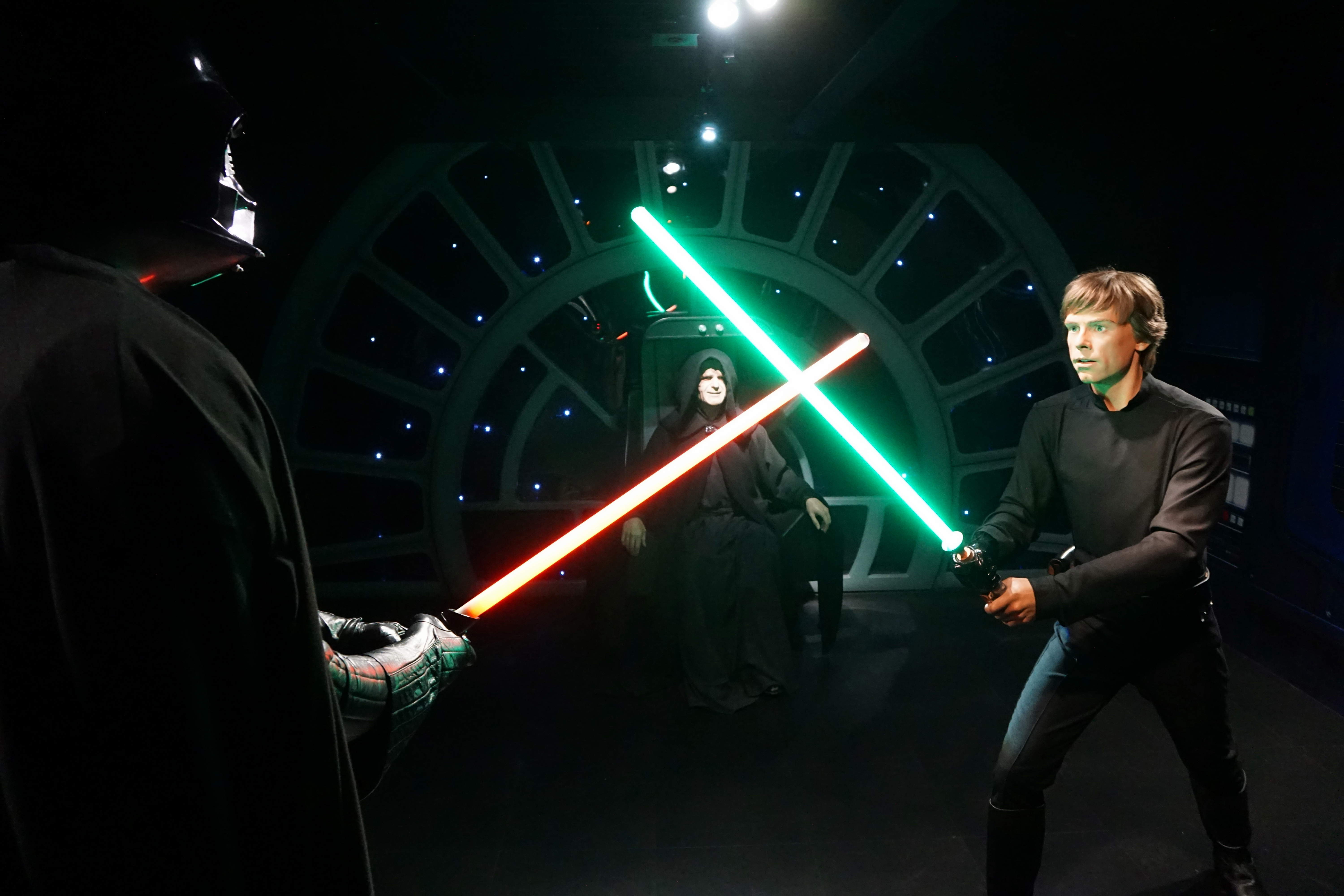
Luke Skywalker w starciu z Darthem Vaderem na miecze świetlne (Muzeum Madame Tussauds)

Luke Skywalker – postać fikcyjna, jeden z głównych bohaterów franczyzy Gwiezdne wojny. W jego rolę wcielił się Mark Hamill.
Wśród kandydatów do roli Luke’a znajdowali się m.in. Andrew Stevens, Robby Benson, Will Seltzer, Robert Englund, Charles Martin Smith i William Katt.

## Życiorys
Syn Anakina Skywalkera i królowej Naboo – Padme Amidali, bliźniaczy brat Lei. Urodził się w ośrodku medycznym w pasie asteroid Polis Massa, gdzie jego matka została ukryta przed Vaderem. Wychował się na planecie Tatooine u swoich wujostwa – Beru i Owena Larsów na farmie wilgoci. Gdy na farmę Larsów trafia R2-D2 (po porwaniu R2-D2 i C-3PO) wraz ze swoim towarzyszem C-3PO, życie Luke’a zmienia się nie do poznania. Szukając niesfornego R2-D2 (który szuka Obi-wana Kenobiego),spotyka Bena Kenobiego, który zaznajamia go z Mocą oraz prawdziwą historią jego ojca, przekazuje mu miecz ojca, który wziął po pojedynku z Anakinem Skywalkerem (wtedy Darth Vader). Wraz z Hanem Solo – pilotem Sokoła Millenium – opuszczają Tatooine, by przekazać Rebeliantom ukryte w pamięci R2-D2 plany stacji bojowej Imperium, zwanej Gwiazdą Śmierci. Wkrótce Obi-Wan ginie, a Luke w Bitwie o Yavin niszczy tę stację, pilotując X-winga. Po zwycięstwie przyłącza się na stałe do Rebelii.
Po bitwie o Hoth, podążając za wskazówkami ducha Obi-Wana, trafia na planetę Dagobah w celu szkolenia u mistrza Jedi – Yody. Chcąc ratować przyjaciół przerywa szkolenie, co doprowadza do jego pojedynku z Darthem Vaderem (któremu Imperator nakazał przeciągnięcie na Ciemną Stronę młodego Skywalkera). W finale pojedynku Luke traci rękę i dowiaduje się, że Darth Vader to Anakin Skywalker – jego ojciec.
Ze zwykłego człowieka w ciągu kilku lat staje się najpotężniejszym Jedi w Galaktyce. Uwalnia swego przyjaciela – Hana Solo – z rąk Jabby. Podczas bitwy o Endor Imperator ponownie chce go przeciągnąć na Ciemną Stronę Mocy. Luke musi po raz kolejny zmierzyć się z Vaderem. Wściekły Luke prawie go zabija. Imperator, widząc że Luke nie przyłączy się do niego, torturuje go błyskawicami Mocy. Vader, w którym miłość do syna zwycięża nad Ciemną Stroną Mocy, zabija Imperatora Palpatine’a, poświęcając swoje życie. Umiera po Jasnej Stronie Mocy. Luke zabiera jego ciało i ucieka w ostatniej chwili przed zniszczeniem Gwiazdy Śmierci. Zgodnie z obyczajami Jedi pali zwłoki swojego ojca na Endorze. Przyczyniając się do zwycięstwa Rebeliantów w bitwie o Endor świętuje razem z nimi, przy okazji spostrzega też duchy Yody, Obi-Wana, a po chwili pojawia się też duch jego ojca, tym razem w postaci Rycerza Jedi, a nie Sitha.
Po bitwie o Endor Luke postanowił szkolić nowych rycerzy Jedi w celu odbudowania Zakonu. Jednym z jego uczniów był syn Leii Organy i Hana Solo, Ben. Po kilku latach nauki siostrzeniec Luke’a zbuntował się, przeszedł na ciemną stronę Mocy i zabił wszystkich padawanów Luke’a, a jego nowym mistrzem został Snoke. Luke, obwiniając się o to, co się wydarzyło, zrezygnował z dalszego nauczania nowych Jedi i postanowił udać się na wygnanie.
Początkowo nie chciał szkolić Rey, lecz po wejściu na Sokoła Millennium i odtworzeniu przez R2-D2 wiadomości Leii Organy do Obi-Wana Kenobiego postanowił podjąć się tego zadania. Po odejściu Rey, chciał zniszczyć Drzewo Mocy, lecz na pomoc przyszedł mu Duch Mocy Yody, który zniszczył drzewo piorunem. W ostatnich scenach Luke staje do walki ze swoim siostrzeńcem Kylo Renem, jednak gdy okazuje się, że Luke to tylko iluzja, akcja filmu przenosi się na Ahch-To, gdzie bohater umiera patrząc na dwa słońca.

## Expanded Universe (Legendy)
Na fali entuzjazmu po pokonaniu Imperium Luke został jednym z bohaterów Nowej Republiki. Jako pierwszy z nowego pokolenia Rycerzy Jedi miał w wielu sprawach decydujący głos, często doradzał rządowi, między innymi z Mon Mothmą, czy Admirałem Ackbarem na czele.
W roku 5 ABY Skywalker stoczył pojedynek ze szkolonym niegdyś przez Palpatine’a, Lordem Jerekiem. Mroczny Jedi początkowo użył błyskawic Mocy, młodzieniec jednak zdołał się przed nimi obronić, korzystając z Absorpcji Mocy. Następnie obaj włączyli miecze. Luke’owi z niewielkim trudem udało się pokonać i rozbroić Jereca.
Krótko po pokonaniu Jereca, Luke zwrócił uwagę na czyny, jakich dokonał Kyle Katarn, który stoczył pojedynek z grupą mrocznych Jedi dowodzonych przez Jerceca. Katarn pokonał ich wszystkich. Okazało się, że ma on ogromny potencjał do zostania wielkim Jedi. Luke zaproponował Kylowi szkolenie. Ten jednak odmówił, z obawy przed Ciemną Stroną.
W czasie trwania ofensywy Wielkiego Admirała Thrawna pobierał przez krótki czas nauki u tajemniczego Mistrza Jedi Joruusa C’Baotha. W kilka lat później pomagał Kyle’owi Katarnowi walczyć z Desannem oraz innymi Mrocznymi Jedi, bronił wcześniej przez siebie założonej Akademii Jedi przed atakiem sił imperialnych.
Przez wiele następnych lat szkolił młodych adeptów, brał udział w wojnie przeciw Yuuzhan Vongom, wskutek misji na Nirauan ożenił się z Marą Jade.